# Étienne Gervais
Pour les articles homonymes, voir Gervais.
Étienne Gervais est un auteur québécois, né en 1983 à Repentigny. Son premier livre, L'ennemi en moi, un livre dur qui se situe à mi-chemin entre le roman et le récit et dans lequel il témoigne de son vécu avec le trouble de la personnalité limite, lui permet de se découvrir une passion pour l'écriture.
Son second livre, Les chroniques conjugales d'un mâle en mal de mots, se situe dans un tout autre registre. Il y aborde avec humour, dérision et ironie la vie de couple telle que perçue par un homme.
Son premier film, Les miroirs déformants, un documentaire sur le trouble de la personnalité limite, est le premier film francophone fait sur le sujet.

## Films et réalisations visuelles
- Les miroirs déformants, l'univers du trouble de la personnalité limite, Anagram Films, 2010